# 北海道社会事業協会岩内病院
北海道社会事業協会岩内病院（ほっかいどうしゃかいじぎょうきょうかいいわないびょういん）は、北海道岩内郡岩内町にある病院。通称岩内協会病院。岩宇地域など後志地方西部の基幹病院となっている。

## 沿革
- 1939年（昭和14年）：岩内郡及び古宇郡7町村の要望により「北海道社会事業協会附属岩内病院」開設。
- 1952年（昭和27年）：「北海道社会事業協会岩内病院」と改称。
- 1955年（昭和30年）：准看護婦養成所設置認可。
- 1966年（昭和41年）：病院院舎移転新築工事完成。
- 1968年（昭和43年）：岩内町外4ヶ町村隔離病舎組合伝染病棟27床の委託診療を行う。
- 1972年（昭和47年）：リハビリテーション訓練棟増築。
- 1974年（昭和49年）：准看護婦養成所校舎増築。
- 1977年（昭和52年）：准看護婦養成所を准看護学院と改称。
- 1983年（昭和58年）：結核病床60床を廃止して一般病床35床を増床。（総病床数273床）
- 1984年（昭和59年）：准看護学院廃止。
- 1997年（平成09年）：一般病床35床を療養型病床に変更。
- 1999年（平成11年）：伝染病予防法の廃止により伝染病床（27床）を廃止（総病床数246床）。「岩内町在宅介護支援センター結」開設（2008年廃止）。
- 2000年（平成12年）：「訪問看護ステーションのぞみ」開設。「岩内協会病院指定居宅介護支援事業所」設置（2017年廃止）。
- 2002年（平成14年）：現在地に移転新築。精神病床を6床減床し、一般96床、療養90床、精神54床とする（総病床数240床）。
- 2003年（平成15年）：「通所リハビリテーションななかまど」開設。
- 2017年（平成29年）：精神病床54床廃止、療養病床14床減床し、「後志西部人工透析センター」開設[1]。

## 機関指定
- 救急指定病院
- 労災保険指定医療機関
- 生活保護法指定医療機関
- 指定自立支援医療機関（更生医療）救急告示病院
- 原子力災害医療協力機関
- 無料低額診療事業実施医療機関

## 診療科等
診療科
- 総合診療科
- 消化器内科
- 循環器内科
- 小児科
- 外科
- 整形外科
- 神経精神科
- 眼科

部門
- 薬剤科
- 診療放射線科
- 臨床工学科
- 臨床検査科
- 通所リハビリテーション「ななかまど」
- 栄養管理室
- リハビリテーション科
- 地域医療連携室
- 後志西部人工透析センター
- 看護部

## 関連施設
- 訪問看護ステーション「のぞみ」
- 通所リハビリテーション「ななかまど」

## アクセス・駐車場
- いわない循環バス ノッタライン、岩宇地域海岸線 しおかぜライン「岩内協会病院」停留所[2][3]
- 駐車場：約100台

## 参考資料
- “病院案内” (PDF). 北海道社会事業協会岩内病院. 2018年11月6日閲覧。